# Banggai Kepulauan (Regierungsbezirk)
Kepulauan Banggai ist ein Regierungsbezirk (Kabupaten) auf der indonesischen Insel Sulawesi. Der Bezirk ist Teil der Provinz Sulawesi Tengah (Zentralsulawesi). Verwaltungssitz ist Salakan an der Küste der größten Insel des Archipels, Pulau Peleng.

## Geographie
Mit seiner Landfläche von 2385,07 km² belegt der Inselbezirk Rang 11 unter den 13 Verwaltungseinheiten der zweiten Ebene der Provinz. Nur der Bezirk Banggai Laut und die Provinzhauptstadt Palu weisen eine kleinere Fläche auf.

### Lage und Ausdehnung
Der Regierungsbezirk besteht aus dem nördlichen Teil der Banggai-Inseln und ist ringsum vom Meer umgeben. Im Norden trennt die Straße von Peleng (indonesisch Selat Peleng), im Osten die Molukkensee sowie im Süden und Westen die Bandasee. 2020 umfasste die Gesamtfläche des Bezirks 22.042,56 km², hiervon waren 14,58 Prozent Landfläche (3214,46 km²), der Rest Meeresfläche. Die Anzahl der Inseln ist unbestimmt und weist je nach Betrachtungsweise (Größe, Namen), Quelle und Jahr sehr unterschiedliche Werte auf: 148, 224, 294 oder 441.

### Grenzpunkte
Der Regierungsbezirk Banggai Kepulauan liegt südlich des Äquators und hat folgende äußere Grenzpunkte:
| Richtung | Kode            | Kec.              | Desa              | Koordinaten         |
| -------- | --------------- | ----------------- | ----------------- | ------------------- |
| N        | 72.07.04.202200 | Tinangkun         | Bungin            | 01°08′45,10″ n. Br. |
| O        | 72.07.03.2017   | Totikum           | Kombutokan        | 123°33′34,61″ ö. L. |
| S        | 72.07.05.2005   | Liang             | Tomboniki a)      | 01°44′03,92″ s. Br. |
| W        | 72.07.18.2011   | Landonan Bebeau00 | Buko Selatan b)00 | 122°36′28,31″ ö. L. |

## Verwaltungsgliederung
Der Regierungsbezirk Banggai Kepulauan besteht aus zwölf Distrikten (Kecamatan) mit 144 Dörfern (indonesisch Desa), von denen drei als Kelurahan städtisch geprägt sind. Eine weitere Unterteilung erfolgt in Lingkungan und Dusun.

Die Lage der Kecamatan im Kabupaten

| Code 1)  | Kecamatan Distrikt   | Ibukota Verwaltungssitz | Fläche (km²) | Einw. Zensus 2010 2) | Volkszählung 2020 3) | Volkszählung 2020 3) | Volkszählung 2020 3) | Anzahl der Desa |
| Code 1)  | Kecamatan Distrikt   | Ibukota Verwaltungssitz | Fläche (km²) | Einw. Zensus 2010 2) | Einw. 3)             | 0Dichte 4)0          | Sex Ratio 5)         | Anzahl der Desa |
| -------- | -------------------- | ----------------------- | ------------ | -------------------- | -------------------- | -------------------- | -------------------- | --------------- |
| 72.07.03 | Totikum              | Sambiut                 | 155,45       | 9.869                | 10.473               | 67,4                 | 105,1                | 11              |
| 72.07.04 | Tinangkung           | Salakan                 | 312,60       | 13.201               | 17.194               | 55,0                 | 103,0                | 11 6)           |
| 72.07.05 | Liang                | Liang                   | 176,19       | 8.768                | 9.521                | 54,0                 | 99,3                 | 16              |
| 72.07.06 | Bulagi               | Bulagi Satu             | 275,66       | 9.529                | 9.493                | 34,4                 | 102,3                | 16 7)           |
| 72.07.07 | Buko                 | Tabata                  | 184,84       | 9.356                | 9.880                | 53,5                 | 100,3                | 13              |
| 72.07.09 | Bulagi Selatan       | Lolantang               | 319,00       | 9.716                | 9.713                | 30,4                 | 104,8                | 20              |
| 72.07.11 | Tinangkung Selatan00 | Mansamat                | 187,89       | 7.204                | 7.989                | 42,5                 | 102,2                | 9               |
| 72.07.15 | Totikum Selatan      | Kalumbatan              | 95,19        | 8.036                | 8.499                | 89,3                 | 103,5                | 8               |
| 72.07.16 | Peling Tengah        | Patukuki                | 140,00       | 9.244                | 10.397               | 74,3                 | 104,3                | 11              |
| 72.07.17 | Bulagi Utara         | Sambulangan             | 318,00       | 8.890                | 9.640                | 30,3                 | 103,0                | 12 8)           |
| 72.07.18 | Buko Selatan         | Lumbi-lumbia            | 187,32       | 7.881                | 8.649                | 46,2                 | 102,4                | 11              |
| 72.07.19 | Tinangkung Utara     | Batulombo               | 136,65       | 7.670                | 8.694                | 63,6                 | 105,8                | 6               |
| 72.07    | Banggai Kepulauan    | Banggai Kepulauan       | 2.488,79     | 109.364              | 120.142              | 48,3                 | 103,0                | 144             |

## Geschichte

### Verwaltungsgeschichte
Durch das Gesetz Nr. 51 des Jahres 1999 entstand der Kabupaten Banggai Kepulauan durch Abtrennung der südlich gelegenen Inseln vom Kabupaten Banggai, der seit Bildung der Provinz Sulawesi Tengah existierte. Das neu entstandene Gebiet bestand aus sieben Kecamatan, aus denen später neue entstanden. Anfang 2013 (Gesetz Nr. 6) wurde der südliche Teil des Kabupaten (7 der 19 Kecamatan) abgetrennt, um den neuen Kabupaten Banggai Laut zu bilden.
Noch vor der Abtrennung des Bezirks Banggai Laut entstanden fünf Kecamatan:
- der Kecamatan Totikum Selatan wurde aus 7 Dörfern des Kec. Totikum gebildet (PERDA 6/2007) *),
- der Kecamatan Peling Tengah aus 10 Dörfern des Kec. Liang gebildet (PERDA 7/2007),
- der Kecamatan Bulagi Utara aus 9 Dörfern des Kec. Bulagi gebildet (PERDA 8/2007),
- der Kecamatan Buko Selatan aus 7 Dörfern des Kec. Buko (PERDA 9/2007) und
- der Kecamatan Tinangkunga Utara aus 4 Dörfern des Kec. Tinangkung und einem Dorf aus dem Kec. Totikum (PERDA 10/2007).

## Demographie
Neben indonesisch wird im Regierungsbezirk hauptsächlich Banggai gesprochen, daneben auch Balantak.
Der Bezirk ist der zweitärmste hinsichtlich der Bevölkerung, nur der südliche Nachbar Banggai Laut hat weniger Einwohner. Die Bevölkerungsdichte von 54,5 Einwohner pro Quadratkilometer liegt über dem Provinzwert (52,5) und hat den 6. Platz inne (Angaben von 2024).

### Durchschnittswerte der administrativen Einheiten
Für das Jahr 2024 wurden folgende Durchschnittswerte für Einwohnerzahl und Fläche (km²) für die Distrikte und die Dörfer ermittelt.
|                        | Kab. Morowali0 | Kab. Morowali0 | Prov. SULTENG0 | Prov. SULTENG0 |
| Einw.                  | Fläche         | Einw.          | Fläche         |                |
| ---------------------- | -------------- | -------------- | -------------- | -------------- |
| Pro Kecamatan          | 10.834         | 198,76         | 18.397         | 352,03         |
| Pro Desa + Kelurahan00 | 0903           | 016,56         | 01.596         | 030,54         |

Die Tabelle weist die niedrigsten Durchschnittswerte innerhalb der Provinz für Einwohnerzahl und Fläche, dies gilt für Dörfer und Distrikte.

### Soziale Daten 2020
| Merkmal                                                             | Kab. Banggai Kepulauan | 0Prov. Sulawesi Tengah0 |
| ------------------------------------------------------------------- | ---------------------- | ----------------------- |
| Bevölkerung unterhalb der Armutsgrenze (Tsd.)00                     | 16,700                 | 398,730                 |
| Anteil der „armen Bevölkerung“ (indonesisch Penduduk miskin) (%)000 | 14,040                 | 12,920                  |
| Arbeitslosenrate (%)                                                | 2,460                  | 3,180                   |
| Lebenserwartung bei der Geburt (Jahre)                              | 66,310                 | 68,690                  |
| HDI-Index                                                           | 65,420                 | 69,550                  |
| Analphabetenrate (in %, 15+ J.)                                     | 3,930                  | 1,760                   |
| Anteil der Altersgruppen                                            | 0Real0                 | 0Prozentual0            |
| Kinder (<15 J.)                                                     | 33.3230                | 27,740                  |
| arbeitsfähige Bevölkerung (15–64 J.)                                | 80.2150                | 66,770                  |
| Rentner und Pensionäre (>65 J.)                                     | 6.6050                 | 5,500                   |

### Religion und Bevölkerungsverteilung
| Religion         | Gläubige | Anteil (%) | Gebäude |
| ---------------- | -------- | ---------- | ------- |
| Islam            | 72.4330  | 58,490     | 125 9)  |
| Protestanten 10) | 47.2980  | 38,190     | 236     |
| Katholiken 10)   | 4.0840   | 3,300      | 39      |
| Hindus           | 270      | 0,020      | –       |

| Jahr | Gesamt- Bevölkerung | Männer | %     | Frauen | %     | Sex Ratio 5) |
| 2016 | 117.174             | 59.658 | 50,91 | 57.516 | 49,09 | 103,72       |
| 2017 | 119.506             | 60.651 | 50,75 | 58.855 | 49,25 | 103,05       |
| 2018 | 121.661             | 61.697 | 50,71 | 59.964 | 49,29 | 102,89       |
| 2019 | 123.280             | 62.549 | 50,74 | 60.731 | 49,26 | 102,99       |
| 2020 | 123.834             | 62.874 | 50,77 | 60.960 | 49,23 | 103,14       |
| 2021 | 124.070             | 62.969 | 50,75 | 61.101 | 49,25 | 103,06       |
| 2022 | 125.030             | 63.295 | 50,62 | 61.735 | 49,38 | 102,53       |
| 2023 | 127.834             | 64.846 | 50,73 | 62.988 | 49,27 | 102,95       |
| 2024 | 130.008             | 65.973 | 50,75 | 64.035 | 49,25 | 103,03       |

Obige Tabelle gibt die durch die Zivilstandsbüros (Disdukcapil, indonesisch Dinas Kependudukan dan Pencatatan Sipil) veröffentlichten Fortschreibungsergebnisse zum Jahresende wieder.

### Aktuelle Daten der Bevölkerungsfortschreibung
Nachfolgende Tabelle gibt den Einwohnerstand nach Geschlecht zur Volkszählung 2020, Ende 2022 sowie zum Jahresende 2024 wieder. Letztere resultieren aus den Ergebnissen der Fortschreibung durch die örtlichen Zivilstandsbüros (Disdukcapil, indonesisch Dinas Kependudukan dan Pencatatan Sipil). Der aktuelle Einwohnerstand kann jederzeit in einer interaktiven Karte abgerufen werden.

| Kecamatan                | Zensus 2020 | Zensus 2020 | Zensus 2020 | Ende 2022 | Ende 2024 | Ende 2024 | Ende 2024 | Fläche km² | Bevöl kerungs dichte | Sex Ratio 5) |
| Kecamatan                | Insg.       | männl.      | weibl.      | Ende 2022 | Insg.     | männl.    | weibl.    | Fläche km² | Bevöl kerungs dichte | Sex Ratio 5) |
| ------------------------ | ----------- | ----------- | ----------- | --------- | --------- | --------- | --------- | ---------- | -------------------- | ------------ |
| Totikum                  | 10.473      | 5.366       | 5.107       | 10.568    | 11.457    | 5.838     | 5.619     | 169,19     | 67,72                | 103,90       |
| Tinangkung               | 17.194      | 8.725       | 8.469       | 17.699    | 18.924    | 9.566     | 9.358     | 208,49     | 90,77                | 102,22       |
| Liang                    | 9.521       |             |             | 9.629     | 10.449    | 5.234     | 5.215     | 137,43     | 76,03                | 100,36       |
| Bulagi                   | 9.493       | 4.800       | 4.693       | 9.524     | 9.862     | 5.031     | 4.831     | 254,32     | 38,78                | 104,14       |
| Buko                     | 9.880       | 4.948       | 4.932       | 9.965     | 10.533    | 5.299     | 5.234     | 214,35     | 49,14                | 101,24       |
| Bulagi Selatan           | 9.713       | 4.971       | 4.742       | 9.745     | 10.664    | 5.477     | 5.187     | 363,39     | 29,35                | 105,59       |
| Tinangkung Selatan       | 7.989       | 4.038       | 3.951       | 8.096     | 8.667     | 4.411     | 4.256     | 144,21     | 60,10                | 103,64       |
| Totikum Selatan          | 8.499       | 4.323       | 4.176       | 8.574     | 9.521     | 4.838     | 4.683     | 130,59     | 72,91                | 103,31       |
| Peling Tengah            | 10.397      | 5.307       | 5.090       | 10.551    | 11.028    | 5.591     | 5.437     | 138,05     | 79,88                | 102,83       |
| Bulagi Utara             | 9.640       | 4.891       | 4.749       | 9.748     | 10.209    | 5.199     | 5.010     | 377,29     | 27,06                | 103,77       |
| Buko Selatan             | 8.649       |             |             | 8.756     | 9.230     | 4.669     | 4.561     | 119,45     | 77,27                | 102,37       |
| Tinangkung Utara         | 8.694       | 4.469       | 4.225       | 8.829     | 9.464     | 4.820     | 4.644     | 128,32     | 73,75                | 103,79       |
| Kab. Banggai Kepulauan00 | 120.142     | 60.957      | 59.185      | 121.684   | 130.008   | 65.973    | 64.035    | 2.385,08   | 54,51                | 103,03       |